# Římskokatolická farnost Prosenice
Římskokatolická farnost Prosenice je územním společenstvím římských katolíků v rámci přerovského děkanátu olomoucké arcidiecéze s farním kostelem svatého Jana Křtitele a svatého Antonína Paduánského.

## Historie
První písemná zmínka o obci pochází z roku 1275. Duchovní správa pro obojí Prosenice a Buk byla zřízena roku 1784.

## Duchovní správci
K prosinci 2018 je administrátorem excurrendo R. D. Mgr. Paweł Biliński.

## Bohoslužby
| Kostel                                               | Místo     | Bohoslužba (den) | Hodina     | Poznámka     |
| ---------------------------------------------------- | --------- | ---------------- | ---------- | ------------ |
| svatého Jana Křtitele a svatého Antonína Paduánského | Prosenice | neděle pátek     | 7.45 17.00 | Farní kostel |

## Aktivity farnosti
Ve farnosti se pravidelně koná tříkrálová sbírka. V roce 2017 se při ní v Prosenicích vybralo 20 650 korun.
V letech 1995 až 2018 vycházel pro všechny farnosti děkanátu Přerov měsíčník Slovo pro každého.